# Liste d'écrivains de langue odia
Cet article présente la liste des auteurs écrivant en langue odia. 

## Liste
- Santanu Kumar Acharya (en)
- Gopal Chhotray (en)
- Manoj Das (en)
- Hussain Rabi Gandhi (en)
- Jayadeva
- Binod Kanungo (en)
- Gopinath Mohanty (en)
- Kanhu Charan Mohanty (en)
- Surendra Mohanty (en)
- Gokulananda Mohapatra (en)
- Ramakrushna Nanda (en)
- Bibhuti Patnaik (en)
- Tapan Kumar Pradhan (en)
- Pratibha Ray (en)
- Sarojini Sahoo
- Fakir Mohan Senapati (en)